# Euplectrus litoralis
Euplectrus litoralis är en stekelart som beskrevs av Wijesekara 1994. Euplectrus litoralis ingår i släktet Euplectrus och familjen finglanssteklar.
Artens utbredningsområde är Sri Lanka. Inga underarter finns listade i Catalogue of Life.